# George Moose

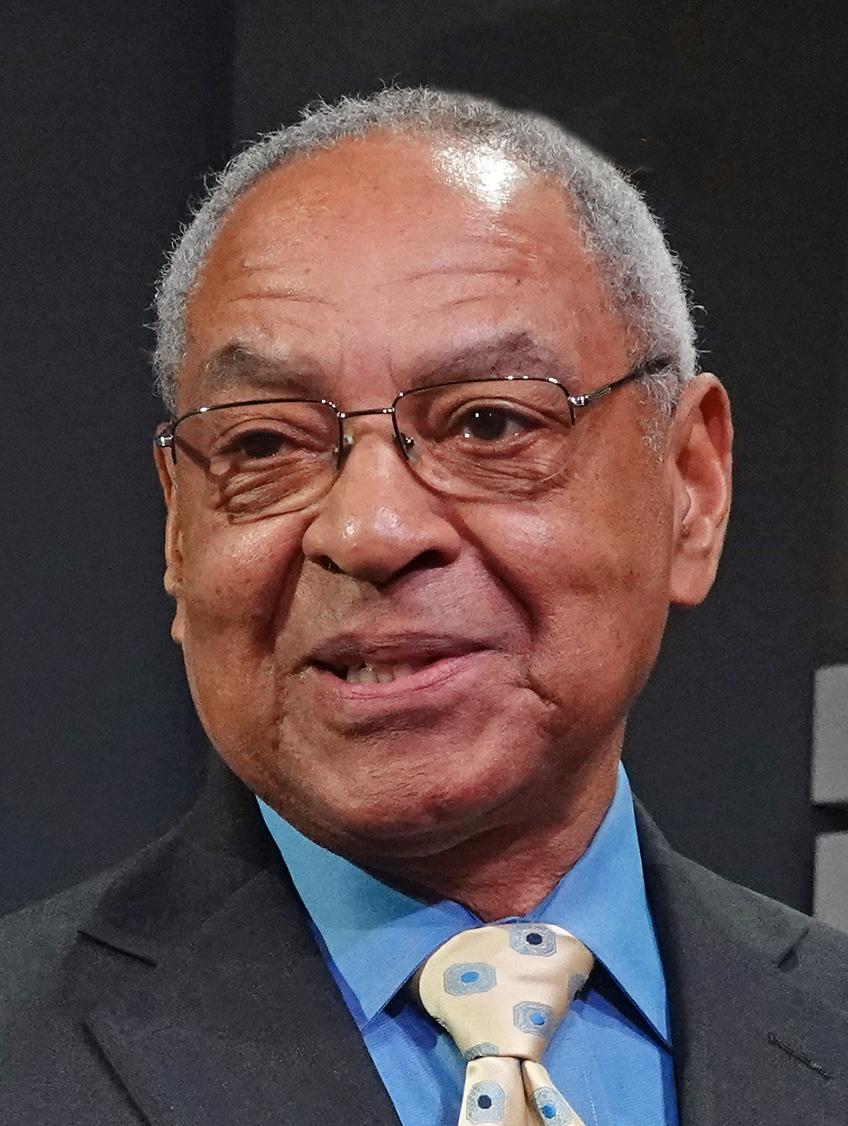
George E. Moose (2024)

George Edward Moose (* 23. Juni 1944 in New York City) ist ein ehemaliger US-amerikanischer Diplomat, der unter anderem zwischen 1993 und 1997 Assistant Secretary of State for African Affairs war und dem 2002 der Titel Career Ambassador verliehen wurde. Er war zuletzt (2024/25) Präsident des US Institute of Peace (USIP), bis er von Donald Trump aus dem Amt entfernt wurde.

## Leben
George Edward Moose begann nach dem Besuch der High School in Denver ein Studium im Fach Amerikanistik am privaten Grinnell College, das er 1966 mit einem Bachelor of Arts (B.A. American Studies) beendete. Nach einem anschließenden postgradualem Studium an der Syracuse University trat er 1967 in den diplomatischen Dienst (Foreign Service) ein und fand danach verschiedene Verwendungen an Auslandsvertretungen sowie im US-Außenministerium. Am 7. Oktober 1983 wurde er zum Botschafter der Vereinigten Staaten in Benin ernannt, wo er am 4. November 1983 als Nachfolger von James B. Engle sein Akkreditierungsschreiben übergab. Er verblieb auf diesem Posten bis zum 7. Juli 1986, woraufhin Walter Edward Stadtler seine Nachfolge antrat. Am 15. April 1987 löste er Willard Ames De Pree als Leiter des Referats Verwaltungsangelegenheiten (Director of the Office of Management Operations) im Außenministerium und bekleidete dieses Amt bis zum 6. Juni 1988, das daraufhin Teil des vom Chief Financial Officer geleiteten Referats Finanzen und Verwaltungsangelegenheiten (Bureau of Finance and Management Policy) wurde. Er war von April 2024 bis März 2025 Präsident des US Institute of Peace (USIP), eine US-Bundeseinrichtung zur Erforschung und Verhinderung weltweiter gewaltsamer Konflikte.
Moose wurde zuvor am 28. April 1988 zum Botschafter der Vereinigten Staaten im Senegal ernannt und übergab dort am 13. Oktober 1988 als Nachfolger von Lannon Walker sein Beglaubigungsschreiben. Er verblieb auf diesem Posten bis zum 21. Mai 1991 und wurde anschließend von Katherine Shirley abgelöst. Nach verschiedenen anderen Tätigkeiten wurde er am 1. April 1993 als Nachfolger von Herman Jay Cohen Leiter der Unterabteilung Afrika im Außenministerium (Assistant Secretary of State for African Affairs). Diese Funktion hatte er bis zum 22. August 1997 inne und wurde danach von Susan E. Rice abgelöst. Er selbst wiederum wurde am 18. November 1997 Nachfolger von Daniel L. Spiegel als Ständiger Vertreter der Vereinigten Staaten bei den Vereinten Nationen in Genf und verblieb in dieser Funktion bis zum 31. Mai 2001, woraufhin James Brendan Foley ihn ablöste.
Danach lehrte George Moose zwischen 2001 und 2002 als Senior Fellow im Fach Internationale Beziehungen an der Howard University. Während dieser Zeit wurde ihm am 1. April 2002 der Titel eines Career Ambassador verliehen. Er unterrichtete ferner als Professor an der George Washington University und engagierte sich des Weiteren für die American Academy of Diplomacy, die Global Interdependence Initiative des Aspen Institute, den Atlantic Council sowie den Council on Foreign Relations. Er unterstützte die Kandidaturen von John Kerry und Barack Obama für das Amt des US-Präsidenten. 
Am 25. April 2024 wurde er vom Vorstand des US Institute of Peace (USIP) zum Präsidenten dieses Instituts bestellt, einer Einrichtung des US-Kongresses zur Erforschung und Verhinderung weltweiter gewaltsamer Konflikte. Am 17. März 2025 wurde er von Mitgliedern der von Elon Musk geführte Effizienzagentur DOGE für abgesetzt erklärt und unter Mithilfe der Polizei aus dem Haus gewiesen, nachdem US-Präsident Trump kurz zuvor ohne klare Rechtsgrundlage die Abberufung des Vorstands angeordnet und schon im Februar die weitgehende Stilllegung des US-Friedensinstituts angekündigt hatte.
George Moose ist verheiratet mit Judith Kaufmann.